# Balkhasjsøen
Balkhasjsøen er den næststørste sø i det centrale Asien, kun overgået af Aralsøen. Den er en del af et stort vest/centralasiatisk bassin, der også rummer det Kaspiske Hav og Aralsøen. Den har flere floder som tilløb, men har intet udløb. Middeldybden er i den østlige del 1,7 gange middeldybden i den vestlige. Den vestlige halvdel består af ferskvand (0,5–1,5 % salt), mens den østlige halvdel har en meget højere koncentration af salt og er dermed saltvand (op til 7 % salt). Dette skyldes hovedsageligt, at der er stor forskel på indstrømningen i de to halvdele. Den store flod Ili strømmer ud i den vestlige del, men det ferske vand fra floden kommer ikke rigtigt ind i den anden halvdel på grund af den langsomme udskiftning af vand imellem de to dele.
Søens størrelse har varieret meget. Alene inden for det seneste århundrede har overfladearealet ændret sig fra 23.464 km² (1910) til 15.730 km² (1946) og dens vandvolumen fra 163,9 km³ (1910) til 82,70 km³ (1946). Arealet af søen er dog siden 1946 steget igen til 18.200 km² og volumen ligeså til 106 km³.

## Økonomisk og politisk betydning
Balkhasjsøen og Ili-floden har stor økonomisk betydning for Kasakhstan. Der foregår en del fiskeri i søen, og Ili er opdæmmet for at udnytte vandkraften til elektricitetsfremstilling.
Overfiskning og forurening har imidlertid medført, at flere dyre- og plantearter er uddøde i søen, så miljøorganisationer forsøger at overbevise lokale politikere om behovet for styring. Samtidig er søen og ikke mindst Ili genstand for politiske diskussioner mellem Kasakhstan og Kina, hvor Ili udspringer. Begge lande har gavn af vandet fra floden og søen, men intensiv brug heraf kan betyde udtørring af store områder af søen med deraf følgende alvorlige miljøkonsekvenser.
46°32′27″N 74°52′44″Ø / 46.54083°N 74.87889°Ø